# جاكي أشلي
جاكي أشلي (بالإنجليزية: Jackie Ashley)‏ هي مقدمة تلفزيونية وصحفية بريطانية، ولدت في 10 سبتمبر 1954 في سانت بانكراس ، لندن في المملكة المتحدة.

## وصلات خارجية
- جاكي أشلي على موقع IMDb (الإنجليزية)